# ジョシュア・ローマン
ジョシュア・ローマン（Joshua Roman、1983年12月16日 - ）はアメリカのチェロ奏者。

## 背景
クリーヴランド音楽院において、リチャード-アーロンとデスモンド・ヘビッヒの両氏に師事し、チェロの演奏で2004年に音楽の学士号を取得、2005年に修士号を取得. 22歳の歴代最年少で、 シアトル交響楽団の首席チェロ奏者となった 。
2008年1月、ソロの活動に専念するためシアトル交響楽団を退団。

## 受賞
Klein、ASTA、ワシントン、Stulberg、NFMC、H-A音楽協会、コーパスクリスティ、Kingsville、CIM、クリーブランドチェロ協会、Buttramなどの大会で賞を受賞した。 彼はクリーブランド・オーケストラのメンバーとして演奏し、クリーブランド音楽協会、ワイオミング交響楽団、オクラホマシティ・フィルハーモニー管弦楽団など数多くの交響楽団や室内楽団と共演している。